# Городецкая, Елена Яковлевна
Елена Яковлевна Городецкая (род. 1934, гор. Владивосток, СССР) — советский и российский лингвист, переводчик, педагог, профессор Дальневосточного федерального университета (с 2011), директор гуманитарного института Дальневосточного государственного технического университета (1997—2011). Заслуженный работник высшей школы Российской Федерации. Кандидат филологических наук, профессор.

## Биография
Родилась в 1934 году.

### Образование
В 1956 году окончила факультет иностранных языков Владивостокского государственного педагогического института по специальности «Иностранный язык» с присвоением квалификации «Преподаватель английского языка». После поступила в аспирантуру Дальневосточного политехнического института, по окончании которой защитила диссертацию в Ленинградском государственном университете.

### Научно-педагогическая деятельность
В 1956—1992 годах — ассистент, старший преподаватель, доцент, профессор, заведующая кафедрой иностранных языков Дальневосточного политехнического института.
В 1992—1997 годах — декан гуманитарного факультета Дальневосточного государственного технического университета.
В 1997—2011 годах — директор гуманитарного института Дальневосточного государственного технического университета.
В 2011—2016 годах — профессор кафедры профессионально-ориентированных иностранных языков Дальневосточного федерального университета (ДВФУ).
С 2016 года — профессор академического департамента английского языка ДВФУ.
Продолжительное время являлась председателем Учебно-методического совета по образованию в области лингвистики Дальневосточного регионального учебно-методического центра высшего профессионального образования Минобрнауки РФ, членом учёного совета ДВГТУ. Член-корреспондент Международной академии акмеологических наук, член Дальневосточной общественной ассоциации преподавателей английского языка (FEELTA). Член программных комитетов ряда научно-методических конференций по проблемам лингвистики, педагогики, обучения иностранным языков.
Научный руководитель и оппонент ряда кандидатских диссертаций.

## Научные работы
Автор более 100 научных, научно-педагогических работ, учебных пособий, опубликованных в России и за рубежом (Великобритания, США и др.).

## Награды
- Заслуженный работник высшей школы Российской Федерации
- Лауреат премии в области образования Профессорского клуба ЮНЕСКО во Владивостоке (2008)